# Otus megalotis
Mocho-d'orelhas-filipino ou mocho-de-orelhas-grande-de-lução (Otus megalotis) é uma espécie de ave estrigiforme pertencente à família Strigidae, típica das Filipinas.